# Рипакова Ольга Сергіївна
Ольга Сергіївна Рипакова  (рос. Ольга Сергеевна Рыпакова, при народжені Алексєєва, 30 листопада 1984) — казахстанська легкоатлетка, олімпійська чемпіонка, призерка чемпіонатів світу.
Золоту олімпійську медаль та звання олімпійської чемпіонки Рипакова виборола на Лондонській олімпіаді 2012 року. На Пекінській олімпіаді вона закінчила виступи в потрійному стрибку з 4-им результатом, але внаслідок дискваліфікації (в 2017 році) російської та грецької спортсменок перемістилася на друге місце.

## Виступи на Олімпіадах
| Олімпіада           | Дисципліна        | Місце             |
| ------------------- | ----------------- | ----------------- |
| Пекін 2008          | стрибки у довжину | 29 (кваліфікація) |
| Пекін 2008          | потрійний стрибок | 2                 |
| Лондон 2012         | потрійний стрибок | 1                 |
| Ріо-де-Жанейро 2016 | потрійний стрибок | 3                 |